# Olympische Winterspiele 1992/Skilanglauf – 4 × 10 km (Männer)
Die 4 × 10-km-Skilanglaufstaffel der Männer bei den Olympischen Winterspielen 1992 fand am 18. Februar 1992 im Skistadion in Les Saisies statt. Olympiasieger wurde die norwegische Staffel mit Terje Langli, Vegard Ulvang, Kristen Skjeldal und Bjørn Dæhlie. Die Silbermedaille ging an die Staffel aus Italien, Bronze an Finnland.

## Daten
- Datum: 18. Februar 1992, 9:15 Uhr
- Höhenunterschied: 63 m/73 m
- Maximalanstieg: 41 m/54 m
- Totalanstieg: 394 m/402 m
- 64 Teilnehmer aus 16 Ländern, davon alle in der Wertung

## Ergebnisse
| Platz | Land/Sportler                                                                              | Zeit                                                        |
| ----- | ------------------------------------------------------------------------------------------ | ----------------------------------------------------------- |
| 001   | Norwegen Terje Langli Vegard Ulvang Kristen Skjeldal Bjørn Dæhlie                          | 1:39:26,0 h 25:25,6 min 24:35,3 min 25:17,9 min 24:07,2 min |
| 002   | Italien Giuseppe Puliè Marco Albarello Giorgio Vanzetta Silvio Fauner                      | 1:40:52,7 h 26:01,8 min 25:01,4 min 24:41,2 min 25:08,3 min |
| 003   | Finnland Mika Kuusisto Harri Kirvesniemi Jari Räsänen Jari Isometsä                        | 1:41:22,9 h 25:25,9 min 25:01,4 min 26:06,1 min 24:49,5 min |
| 004   | Schweden Jan Ottosson Christer Majbäck Henrik Forsberg Torgny Mogren                       | 1:41:23,1 h 25:24,9 min 26:06,1 min 25:23,6 min 24:28,5 min |
| 005   | Vereintes Team Andrei Kirillow Wladimir Smirnow Michail Botwinow Alexei Prokurorow         | 1:43:03,6 h 26:00,0 min 24:43,4 min 25:02,6 min 27:17,6 min |
| 006   | Deutschland Holger Bauroth Jochen Behle Torald Rein Johann Mühlegg                         | 1:43:41,7 h 26:31,4 min 25:48,2 min 26:42,4 min 24:39,7 min |
| 007   | Tschechoslowakei Radim Nyč Luboš Buchta Pavel Benc Václav Korunka                          | 1:44:20,0 h 27:05,6 min 25:23,8 min 25:48,2 min 26:02,4 min |
| 008   | Frankreich Patrick Rémy Philippe Sanchez Stéphane Azambre Hervé Balland                    | 1:44:51,1 h 26:39,0 min 26:35,6 min 26:15,2 min 25:21,3 min |
| 009   | Österreich Alois Schwarz Alois Stadlober Alexander Marent Andreas Ringhofer                | 1:45:56,6 h 26:33,3 min 25:54,1 min 26:21,1 min 27:08,1 min |
| 010   | Estland Andrus Veerpalu Jaanus Teppan Elmo Kassin Urmas Välbe                              | 1:46:33,3 h 27:07,5 min 26:23,5 min 25:36,3 min 27:26,0 min |
| 011   | Kanada Dany Bouchard Wayne Dustin Yves Bilodeau Darren Derochie                            | 1:47:52,0 h 26:54,5 min 27:04,4 min 26:55,2 min 26:57,9 min |
| 012   | Vereinigte Staaten John Aalberg Ben Husaby John Bauer Luke Bodensteiner                    | 1:48:15,8 h 26:30,7 min 27:39,7 min 27:14,8 min 26:50,6 min |
| 013   | Bulgarien Iwan Smilenow Iskren Plankow Petar Sografow Slawtscho Batinkow                   | 1:51:28,0 h 27:41,5 min 27:57,2 min 28:23,2 min 27:26,1 min |
| 014   | Spanien Jordi Ribó Carlos Vicente Antonio Cascos Juan Jesús Gutiérrez                      | 1:52:05,3 h 28:01,3 min 28:19,5 min 28:58,4 min 26:46,1 min |
| 015   | Südkorea Park Byung-chul Ahn Jin-soo Wi Jae-wok Kim Kwang-rae                              | 2:01:01,4 h 28:09,6 min 29:31,2 min 32:44,2 min 30:36,4 min |
| 016   | Griechenland Dimitrios Tsourekas Timoleon Tsourekas Nikos Anastasiadis Athanasios Tsakiris | 2:05:46,4 h 32:52,7 min 34:16,0 min 30:24,8 min 28:12,9 min |